# Halîceanî, Horodok
Halîceanî (în ucraineană Галичани) este localitatea de reședință a comunei Halîceanî din raionul Horodok, regiunea Liov, Ucraina.

## Demografie
Componența lingvistică a localității Halîceanî
     Ucraineană (100%)
Conform recensământului din 2001, toată populația localității Halîceanî era vorbitoare de ucraineană (100%).